# 1410年
| 千纪： | 2千纪 |
| 世纪： | 14世纪 \| 15世纪 \| 16世纪                                                                                 |
| 年代： | 1380年代 \| 1390年代 \| 1400年代 \| 1410年代 \| 1420年代 \| 1430年代 \| 1440年代                           |
| 年份： | 1405年 \| 1406年 \| 1407年 \| 1408年 \| 1409年 \| 1410年 \| 1411年 \| 1412年 \| 1413年 \| 1414年 \| 1415年 |
| 纪年： | 庚寅年（虎年）；明永乐八年；越南重光二年；日本應永十七年                                                   |

## 大事记
- 亚洲
  - 二月，明成祖朱棣第一次亲征蒙古漠北鞑靼阿蘇特領袖阿鲁台、蒙古大汗本雅失里。五月，明军50万至斡难（鄂嫩）河遭本雅失里军阻击，朱棣挥军猛攻，获胜，本雅失里仅率七骑逃向察合台汗國。六月，明军移至静虏镇（今贝尔湖东南），阿鲁台率部来攻，朱棣命安远伯柳升领神机火器营为先锋，自率精骑迎战，击败阿鲁台，追杀鞑靼名王以下百余人，阿鲁台远逃。
  - 明朝征服苦兀，辖境扩大到库页岛，在岛上设置了囊哈尔卫。
  - 明朝封西利八儿速喇为满喇加王，从此不隶属暹罗。
  - 斯里蘭卡甘波羅王國國王亞烈苦奈兒在鄭和船隊返航期間誘騙鄭和入國並攻擊船隊，爆發明-錫蘭山國戰爭，最終被鄭和擊敗。
  - 黃河氾濫，这一年秋，河堤决口，坏开封旧城，致使1.4万户人口罹难，淹没农田7500余顷，到十二月又坏城200余丈。
  - 明成祖親征回師後，下令開會通河，打通南北漕運。
  - 黑羊王朝佔領巴格達。
  - 日本後龜山天皇因室町幕府未遵守兩統迭立的承諾，突然出奔吉野，皇室再度分裂。
- 欧洲
  - 7月15日——波兰-立陶宛联军与条顿骑士团决战于格隆瓦尔德（Grunwald）及坦南贝格（Tannenberg）附近，波兰方面史料称为格倫瓦德之战，德国方面史料称为第一次坦能堡戰役，会战以条顿骑士团的失败而告终[1]。
  - 7月26日——波兰-立陶宛联军圍攻條頓騎士團首都馬林堡，久攻不下，最後於9月19日停止圍攻。
  - 10月10日——約雅蓋於科羅諾沃戰役中擊敗條頓騎士團。

## 出生
- （估计）约翰内斯·奥克冈，法兰德斯作曲家。

## 逝世
- 5月18日—鲁普雷希特，維特爾斯巴赫王朝的德意志國王
- 陶宗儀，明初文史學家。
- 波旁公爵路易二世，法国贵族和政治家，百年战争第一阶段法国方面有影响的人物之一。